# Kurganyec–25
A Kurganyec–25 orosz 25 tonnás, univerzális lánctalpas harcjármű, amely a tervek szerint többféle fegyverrendszer – gyalogsági harcjárművek, deszant-harcjárművek és egyéb önjáró fegyverek – alvázául szolgál a jövőben. A Kurganets-25 IFV és APC változatokat először a nyilvánosság előtt a 2015-ös moszkvai győzelem napi felvonulás próbái során mutatták be. A sorozatgyártást 2016 -ban kellett volna megkezdeni,  2020 -tól azonban a hadsereg igazolása még várat magára. 

## Hasonló korszerű gyalogsági harcjárművek
- ASCOD

- Borsuk

- BMP–3
- CV90
- Lynx
- Puma
- M2 Bradley